# ShopFully
ShopFully és una empresa tecnològica que connecta milions de compradors amb les botigues del voltant. La companyia està especialitzada en estratègies digitals i TIC que incentiven els consumidors a visitar les botigues físiques, augmentant així el trànsit a la botiga.
ShopFully gestiona quatre pàgines web i aplicacions destinades a les compres a botigues locals — DoveConviene, Tiendeo, PromoQui i VolantinoFacile. Amb més de 45 milions d'usuaris a tot el món, aquestes plataformes proporcionen informació actualitzada sobre les últimes ofertes i serveis de detallistes i marques.

## Història
El marketplace DoveConvé va ser fundat el 2012 per Alessandro Palmieri i Stefano Portu a Itàlia. El 2013, DoveConvé va recaptar 3,5 milions d'euros en finançament A per part de Xyence, seguit d'una inversió de 5,2 milions d'euros el 2014 a través d'una ronda d'inversió B amb les empreses de capital de risc 360 Capital Partners i Merifin Capital. El 2015, la companyia va rebre 10 milions d'euros de finançament per part de Highland Capital Partners Europe. El 2017, la companyia es va expandir a Austràlia sota el nom de ShopFully i el juliol d'aquell mateix any va adquirir Commonsense, un proveïdor de tecnologia digital per al comerç minorista, amb l'objectiu de millorar el desenvolupament de plataformes tecnològiques.
El 2019, la companyia va llançar ShopFully Engage, la plataforma de publicitat mòbil que busca generar visites a les botigues físiques a través de formats de publicitat estàndard, i HI! (Hyperlocal Intelligence) la plataforma de màrqueting hiperlocal basada en la intel·ligència artificial que permet als minoristes i les marques acompanyar els consumidors al llarg del procés de compra, des de la recerca d'ofertes i productes en línia fins a la compra a la botiga. Aquest mateix any DoveConvé va canviar el seu nom per convertir-se en ShopFully, amb l'objectiu de reflectir l'abast més ampli de l'empresa, tant en termes de geografia com d'oferta de productes.
El 2020, ShopFully va adquirir VolantinoFacile i PromoQui, dos marketplaces d'info-commerce.
El 2022, ShopFully va completar la seva tercera adquisició amb la compra de l'empresa espanyola Tiendeo. L'operació va crear un grup combinat amb equips a 12 països, una xarxa de 45 milions d'usuaris actius i més de 400 socis entre els principals detallistes i marques a nivell mundial. Entre 2022 i 20233, Tiendeo va començar a operar sota el nom de ShopFully a França, Espanya, Portugal, Sud-àfrica i Amèrica Llatina.
El 2023, ShopFully es va associar amb MEDIA Central Group per convertir-se en la plataforma de Drive to Store màrqueting líder a Europa per als principals detallistes i marques.